# Limenitis tarpeia
Limenitis tarpeia är en fjärilsart som beskrevs av Hans Fruhstorfer 1915. Limenitis tarpeia ingår i släktet Limenitis och familjen praktfjärilar. Inga underarter finns listade i Catalogue of Life.